# Metal Slug: Super Vehicle-001
Metal Slug: Super Vehicle-001 (яп. メタルスラッグ Metaru Suraggu) — видеоигра в жанре Shoot 'em up, разработанная компанией Nazca Corporation и изданная SNK в 1996 году. Изначально игра появилась на аркадных автоматах, однако позже была портирована на Neo-Geo, Sega Saturn и Sony Playstation. Первая игра в серии.

## Игровой процесс

Скриншот игры

Игра представляет собой классический Shoot 'em up. Игрок берёт на себя управление солдатом — Марко Росси, или Тармой Ровинг (второй игрок). Игроку предстоит пробираться через уровни, отстреливаясь от врагов, спасая пленников и сражаясь с боссами в конце каждого уровня. На некоторых уровнях игроку может встретиться танк «Metal Slug», известный как SV-001 (Super Vehicle), которым можно управлять.
Главные герои могут выполнять также атаки ножом или бить ногой. Это не даёт им умереть при обычном контакте с врагом. У противников имеются подобные способы защиты. Часть элементов на экране разрушаемы и при разрушении из них выпадают новые виды оружия и бонусы.
В процессе игры игрок встречает военнопленных. При их освобождении, военнопленные могут наградить игрока бонусами или оружием. В конце каждого уровня количество освобождённых пленников подсчитывается, однако если игрок умер, то счёт освобождённых игроком пленников обнуляется.Также существует версия с цензурой: в ней кровь заменена испариной
В общей сложности в игре пять уровней: лес, захваченный войсками город, снежная горная долина, каньон и военная база.

### Враги
Большинство врагов, встречающихся в Metal Slug является вражескими солдатами, вооружёнными в соответствии с их ролью. Также в игре можно встретить механизированных врагов: танки, самоходные артиллерийские установки, самолёты, бронетранспортёры и технички. Большую долю юмора в игре добавляет поведение врагов: они отдыхают, загорают, едят пищу, приготовленную на костре или просто разговаривают друг с другом. Будучи застигнутыми врасплох и заметив игрока они громко кричат. Главным злодеем служит Генерал Дональд Морден, который появляется на второй и финальной миссиях.

## Продажи
| Русскоязычные издания | Русскоязычные издания |
| Издание               | Оценка                |
| --------------------- | --------------------- |
| Великий Dракон        | [ 2 ]                 |

Летом 2018 года, благодаря уязвимости в защите Steam Web API, стало известно, что точное количество пользователей сервиса Steam, которые играли в игру хотя бы один раз, составляет 156 631 человек.